# Zoryns'k
Zoryns'k (Ucraino: Зóринськ; russo: Зóринск) è un centro abitato dell'Ucraina, situato nell'oblast' di Luhans'k.